# Круголец
Круголец (укр. Круголець) — село в Шумской городской общине Кременецкого района Тернопольской области Украины.
До 2020 года входило в Шумский район.
Население по переписи 2001 года составляло 295 человек. Почтовый индекс — 47104. Телефонный код — 3558.